# 尚純

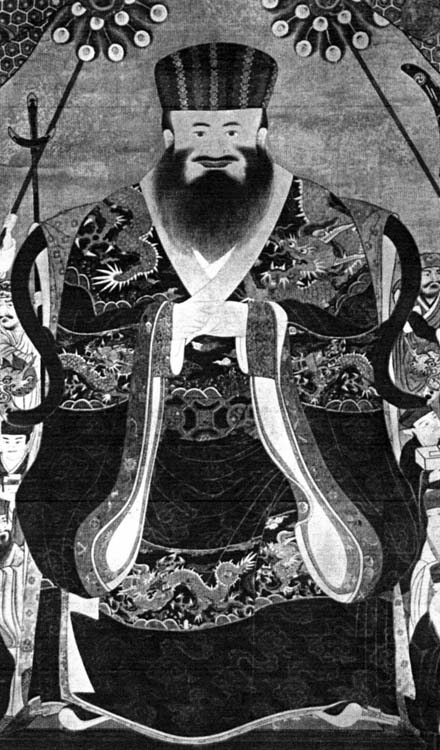
尚純

尚 純（しょう じゅん、1660年2月15日（順治17年1月5日)- 1707年2月2日（康熙45年12月23日））は琉球第二尚氏王統11代尚貞王の長男。童名を思徳金といい、世子であり中城王子を称した。父王：尚貞より先に薨じてしまい、王位を継ぐことはなかったが、尚純の長男：尚益が12代王になると、王号を追贈された。
『中山世譜』に聡明で学問を好んだと記されており、『中山詩文集』には尚純の絶句「咏双松」が収録されている。
歴代王が眠る墓所、玉陵に葬られた。

## 系譜
父：尚貞王の長男として生まれる（母は月心）。一妃四妻があり三男一女をもうけた。妃との子は一人だけであるが、それが長男：尚益で、のち12代国王となった。

## 家族表
- 父：尚貞（第二尚氏王統11代王）
- 母：聞得大君加那志（童名・思真鶴金、号は月心。父は章世勲・宜野湾親方正信）
- 妃：聞得大君加那志（童名・思戸金、号は義雲。父は毛思義・読谷山親方盛員）
- 妻：福地阿護母志良礼（童名・真銭金、号・普光。父は恵氏福地親雲上友昌）
- 妻：仲栄真阿護母志良礼（童名・真加戸樽金、号・桂室。父は賀国鼎・伊集親方治亮）
- 妻：玉那覇阿護母志良礼（童名・真牛金、号・安室。父は景氏石嶺筑登之親雲上好秀）
- 妻：池原阿護母志良礼（童名・思戸金、号・実山。父は曦富春・金城筑登之茂滿）
- 子女
  - 長男：尚益・最初、佐敷王子を称する。次に読谷山王子、中城王子。（母は妃。第二尚氏王統12代国王）
  - 長女：国場翁主（母は桂室。童名・思真鶴金、号・瑞信。金氏久志親方安当に嫁ぐ）
  - 次男：尚監・野国王子朝直（母は安室。童名・思小樽金、号・大居。仲里御殿元祖）
  - 三男：尚盛・越来王子朝得（母は実山。童名・真山戸金、号・玄明。久志御殿元祖）

## 経歴（月日は旧暦）
- 1660年（順治17）1月5日　生まれる。
- 1669年（康熙8）2月6日　佐敷間切総地頭となる（→佐敷王子）。
- 1670年（康熙9）2月　中城間切を加領される（→中城王子）。
- 1676年（康熙15）5月8日　久米具志川間切を加領される。
- 1678年（康熙17）10月25日　長男：尚益が生まれる。
- 1689年（康熙28）12月28日　采地を交換する（佐敷間切→久米仲里間切）。
- 1691年（康熙30）8月4日　長女：思真鶴金・国場翁主が生まれる。
- 1693年（康熙32）6月11日　次男：尚監・野国王子朝直が生まれる。
- 1702年（康熙41）8月17日　三男：尚盛・越来王子朝得が生まれる。
- 1706年（康熙45）12月23日　亡くなる（享年47）。